# Plagionotulus
Plagionotulus is een kevergeslacht uit de familie van de boktorren (Cerambycidae). De wetenschappelijke naam van het geslacht werd voor het eerst geldig gepubliceerd in 1894 door Jordan.

## Soorten
Plagionotulus omvat de volgende soorten:
- Plagionotulus dimidiatus (Quedenfeldt, 1882)
- Plagionotulus dubius (Aurivillius, 1907)
- Plagionotulus pseudancora Adlbauer, 2000
- Plagionotulus senegalensis (Castelnau & Gory, 1841)
- Plagionotulus sylvaticus Hintz, 1911
- Plagionotulus victoriensis Adlbauer, 1999
- Plagionotulus westringii (Fåhraeus, 1892)
- Plagionotulus zimbabweanus Adlbauer & Dauber, 2002